# فيليب زابوروفسكي
فيليب زابوروفسكي (بالبولندية: Filip Zaborowski)‏ (مواليد 25 يوليو 1994) هو سبّاح بولندي، مثّل بلاده في الألعاب الأولمبية الصيفية 2016.

## روابط خارجية
فيليب زابوروفسكي على موقع الاتحاد الدولي للسباحة (الإنجليزية)
- فيليب زابوروفسكي على موقع SwimRankings.net (الإنجليزية)
- فيليب زابوروفسكي على موقع اللجنة الأولمبية الدولية (الإنجليزية)
- فيليب زابوروفسكي على موقع أوليمبيديا (الإنجليزية)
- فيليب زابوروفسكي على موقع اللجنة الأولمبية البولندية (مؤرشف) (البولندية)